# Peter Fregene
Peter Fregene (Sapele, 17 maggio 1947 – Lagos, 13 ottobre 2024) è stato un calciatore nigeriano, di ruolo portiere.

## Biografia
Nato a Sapele, Fregene giocò nel Lagos ECN e nel Stationery Stores F.C., in una carriera che si svolse lungo gli anni '60, '70 e '80. Vinse la Nigerian FA Cup sia con ECN che con Stationery Stores.
Fregene fu il portiere di prima scelta per la nazionale di calcio nigeriana dal 1968 al 1971, prima di essere richiamato per la finale della Coppa d'Africa del 1982. Rappresentò la Nigeria anche alle Olimpiadi estive del 1968 di Città del Messico.
Fregene è morto il 13 ottobre 2024, all'età di 77 anni.